# Kostomlaty pod Milešovkou
Kostomlaty pod Milešovkou (en allemand : Kostenblatt puis Kostenblat) est une commune du district de Teplice, dans la région d'Ústí nad Labem, en Tchéquie. Sa population s'élevait à 953 habitants en 2021.

## Géographie
Kladruby se trouve à 10 km au sud-sud-est de Teplice, à 17 km au sud-ouest d'Ústí nad Labem et à 68 km au nord-ouest de Prague.
La commune est limitée par Bžany au nord, par Žalany et Velemín à l'est, par Lukov au sud, par Hrobčice au sud et au sud-ouest, et par Světec au nord-ouest.

## Histoire
La première mention écrite du village remonte à 1333.

## Galerie

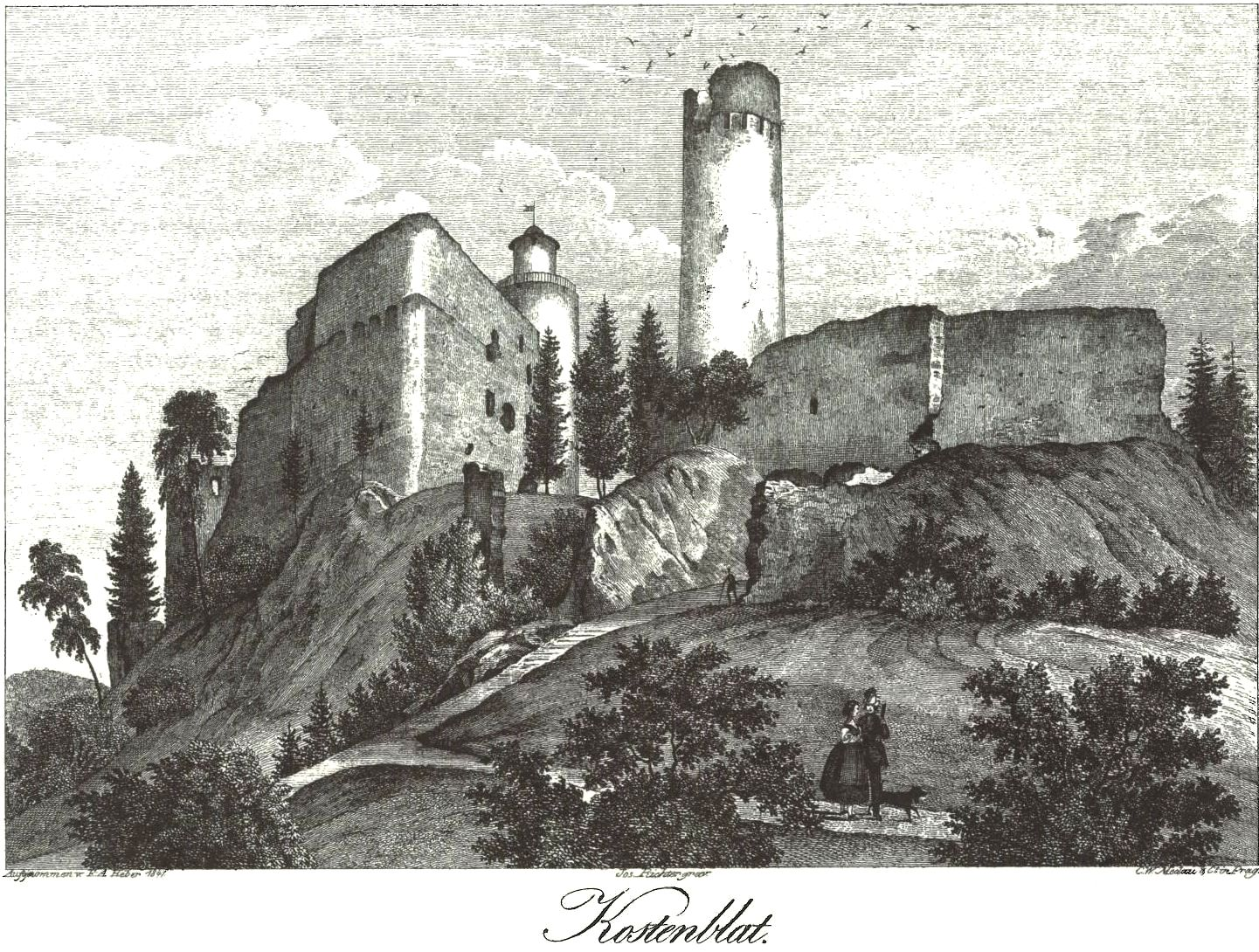
Château de Kostomlaty, gravure de 1841.
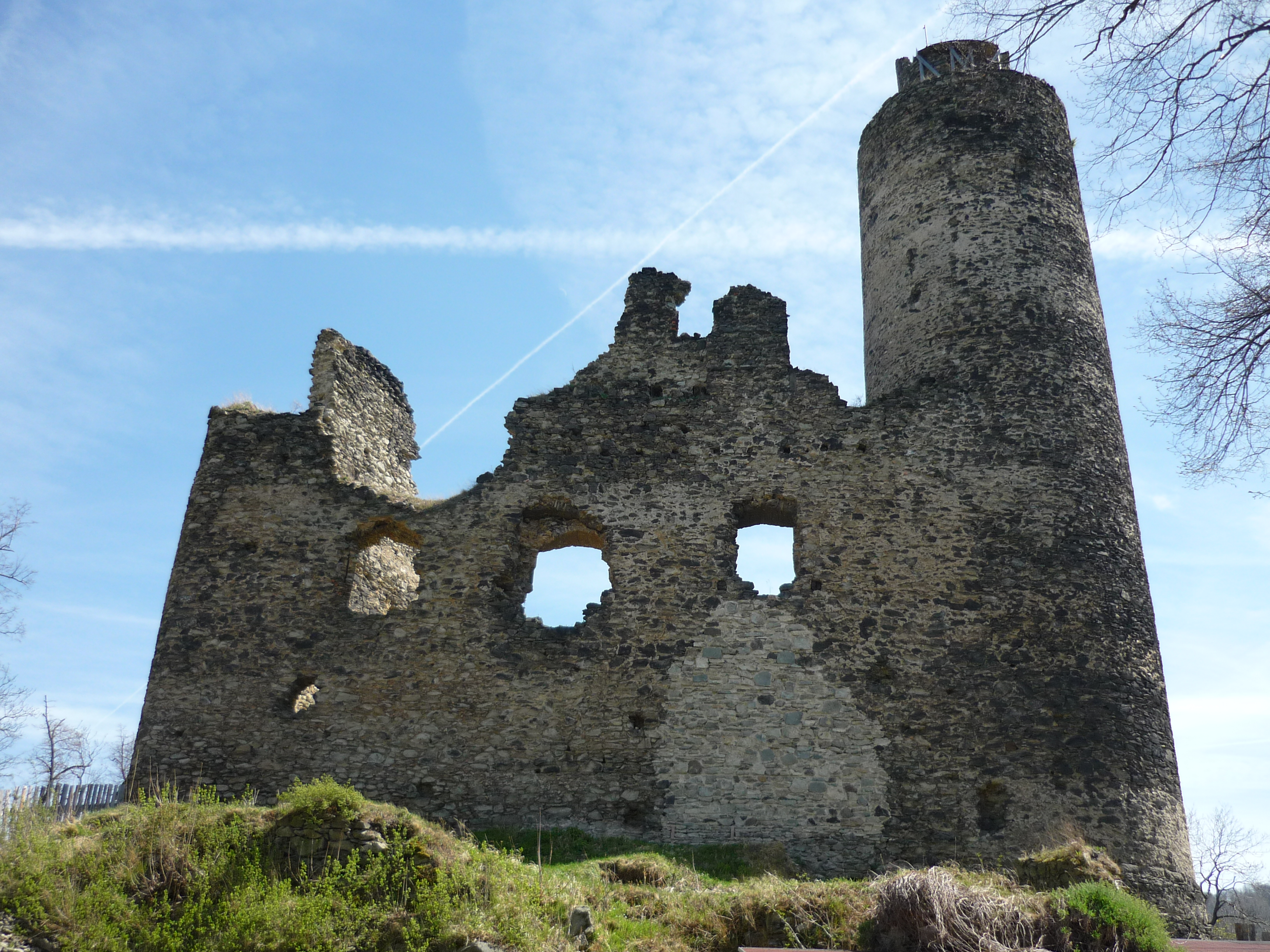
Ruines du château de Kostomlaty (XIVe siècle).
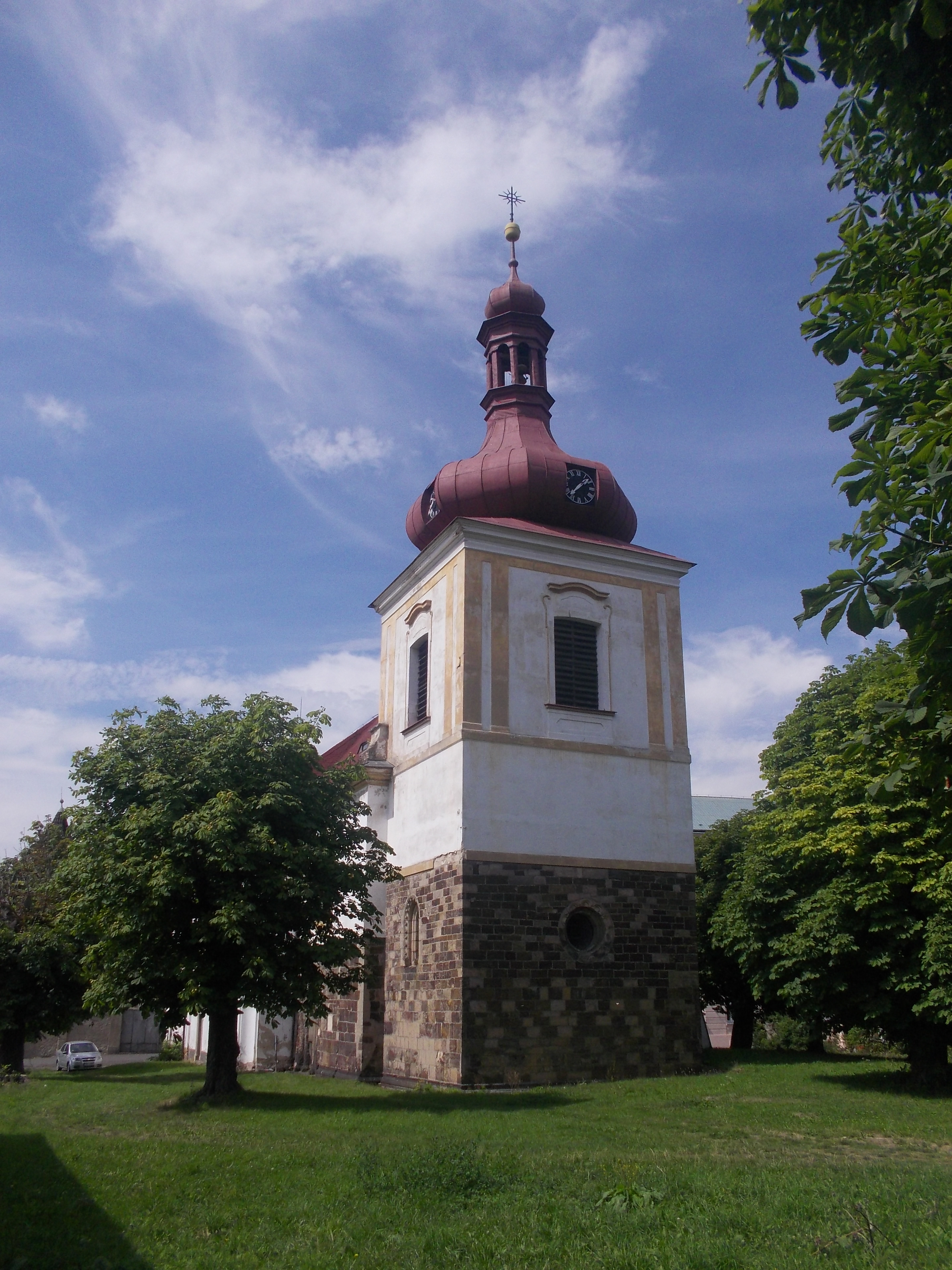
Église Saint-Laurent.

## Transports
Par la route, Kostomlaty pod Milešovkou se trouve à 14 km de Teplice, à 22 km d'Ústí nad Labem et à 79 km de Prague.